# Променливо „я“
Променливото „я“ в съвременния български език е гласен звук, наследник на старобългарската гласна широко „е“, отбелязвана в старобългарската писменост с буквата Ѣ (ят), който звук в едни и същи позиции на сродни думи или форми на една и съща дума се произнася понастоящем като я, а в други сродни думи или форми на думата се произнася като е. Явлението е известно като ятов преглас.
Например думата „бял“ в старобългарския език е изглеждала като  и звукът  се е произнасял като широко е, към а. В съвременния български книжовен език тази дума се пише и изговаря с я, но някои нейни форми (напр. „бѐли“, ) се пишат и изговарят с е.
По отношение на променливото я българските диалекти се различават отчетливо: на запад от т.нар. ятова граница звукът  е преминал навсякъде в е, а на изток от границата в някои говори (югоизточните) е преминал изцяло в я, в други говори (североизточните) има редуване на я и е. Книжовната норма приема редуването, тоест тя се води по североизточните говори, като допуска редица изключения в отстъпка на западните говори.
Освен променливото я има и друго, постоянно „я“, което не произхожда от старобългарския ят и не се прегласява:
я̀сен, я̀сна, я̀сно, я̀сни;
поля̀на, поля̀ни.
То се нарича още етимологично „я“, тъй като произхожда от старобългарското :
 — я̀сно;
 — поля̀на.
Между постоянното и променливото я няма разлика при изговор; разликата е само в произхода им.
Съществува още една старобългарска гласна, т.нар. малка носовка, която се е произнасяла като носово е и се е записвала с буквата  (малък юс). В българския език този звук е преминал в е почти навсякъде:
 — гледати
(инфинитив на глагола гледам). Коренът глед се произнася с е във всички думи в новобългарския език:
глѐдам, наглѐдно, по̀глед, въ̀зглед и т.н.
Обаче в руския език малката носовка е преминала в я навсякъде. Например руската дума взгля̀д съответства на българската въ̀зглед.
Поради влиянието на руския език върху българския, отделни форми, а понякога всички форми на някои български думи са оформени с я вместо е в позицията на малката носовка. В тези случаи се говори в широк смисъл за променливо я и постоянно я съответно, въпреки че въпросното я е наследник на , а не на , нито на .
Например старобългарската дума  (ред) се пише с е във всичките си форми и сродни думи в българския език:
рѐд, нарѐдба, редя̀, порѐден и т.н.
В руския език обаче тази дума е станала ря̀д, вкл. в сродни думи, напр. поря̀док. Последната дума е била заета в българския език с руското си произношение, тоест поря̀дък, не порѐдък. Така в българския език се е появило променливо я в думите с корен ред, въпреки че старобългарската гласна в този корен е , а не . Така полученото променливо я не се подчинява на ятовото правило: според него думите рѐд и нарѐдба би трябвало да се произнасят ря̀д и наря̀дба, а всъщност няма такива думи в българския език.
В отделни случаи  е преминало в я във всички форми и сродни думи на дадена новобългарска дума, например княз (рус. князь):
кня̀з, кня̀же, кня̀жески, княгѝня.
Резултатът е постоянно я, което не е наследник на старобългарското .
Поради случаи като описаните има множество изключения от ятовото правило.

## Ятово правило
Променливото я се изговаря като я само когато са изпълнени едновременно следните изисквания:
- променливото я да е ударено;
- ако в думата има следваща сричка, тя да не съдържа никоя от буквите

и, е, ю, я, ь;
- от променливото я до следващата гласна (или до края на думата, когато променливото я е последната гласна) да не се среща нито й, нито шушкав съгласен звук, тоест

ж, ш, ч, дж
(следователно да не се среща и буквата щ).
Ако е нарушено поне едно от трите изисквания, променливото я се изговаря като е.
Смисълът на второто и третото изискване е, че не се допуска мекост след променливото я, в близост до него (диапазонът е указан в правилото). Въпреки че шушкавите съгласни са само твърди в съвременния български език, те са били меки в миналото.
Най-често шушкавите звукове, предизвикващи преглас на я в е, стоят непосредствено след променливото я, но понякога (много рядко) са отдалечени от него.
Звукът дж присъства във формулировката на ятовото правило само с цел пълнота. Този звук е навлязъл в българския език от други, неславянски езици, затова не се среща в старобългарските думи, съдържащи променливо я.
Правилото има някои изключения, формулирани по-долу.

## Примери
1) Когато ятовата гласна не е ударена, тя се прегласява в е:
мя̀сто, но места̀;
свя̀т, но световѐ;
сня̀г, но снеговѐ;
хля̀б, но хлебопека̀рна;
бя̀л, но белобра̀д;
ня̀колко, но неколкокра̀тен
(формативът ня-, с който се образуват неопределителни местоимения, съдържа променливо я).
2) Когато сричката след ятовата гласна съдържа някоя от буквите и, е, ю, я, ь или между ятовата гласна и следващата гласна има й или шушкав съгласен звук (ж, ш, ч, дж), тогава променливото я преминава в е, дори да е под ударение:
голя̀м, но голѐми;
бя̀л, но бѐли;
видя̀л, но видѐли;
тя̀хна, но тѐхен;
мя̀ра, но мѐря;
живя̀, но живѐй;
кря̀сък, но крѐсльо;
сня̀г, но снѐжна;
бря̀г, но безбрѐжна;
гря̀х, но грѐшка;
смя̀х, но смѐшка;
пря̀к, но прѐчка;
ня̀колко, но нѐщо;
вся̀ка, но всѐки
(формативът вся-, с който се образуват обобщителни местоимения, съдържа променливо я).
Дори когато шушкавата съгласна не стои точно след променливото я, тя пак предизвиква преглас:
ся̀нка, но засѐнча и засѐнчвам;
бя̀л, но Бѐлчо;
сля̀п, но слѐпчо;
например в следния фразеологизъм:
Дръж се, слепчо, тоягата е готова.
Друг пример (който съдържа и рядко срещания преглас пред сричка с ю):
Недя̀лко, но Недѐлчо, недѐля, Дѐльо и Дѐлю.
Ятовото правило важи за основната гласна на миналите страдателни причастия и миналите свършени деятелни причастия на глаголите от I и II спрежение, когато тя се намира след съгласна:
вървя̀л(а/о), но вървѐли;
извървя̀н(а/о), но извървѐни.
Но ако пред я стои гласна, тогава са възможни изключения.
Ятовото правило не важи за основната гласна на миналите страдателни причастия и миналите свършени деятелни причастия на глаголите от III спрежение:
стрѐлял(а/о/и), стрѐлян(а/о/и).
Това помага за точното разбиране на смисъла на глаголните форми. 
Например глаголите (да) забра̀вя и забра̀вям са съответно от II и III спрежение 
и имат минали страдателни причастия съответно забра̀вен(а/о/и) и забра̀вян(а/о/и), 
които изразяват съответно еднократно и многократно действие.

## Изключения
В някои граматически форми последователно се правят изключения. Например в 1 и 2 л. мн.ч. на минало свършено време променливото я пред окончанията хме и хте не се прегласява в е, когато е ударено:
вървя̀хме, вървя̀хте, но вървѐли;
седя̀хме, седя̀хте, но седѐли.
Причината е, че в старобългарския език е имало ер голям след х в окончанията, тоест окончанията са били -хъме и -хъте, така че не е имало условия за преглас.
Също и в завършека -ящ на сегашните деятелни причастия я не се прегласява в е, ако е ударено, макар след него да се появи мека сричка:
седя̀щ, седя̀ща, седя̀що, седя̀щи;
търпя̀щ, търпя̀ща, търпя̀що, търпя̀щи.
Не се прегласява и в членуваните форми на сегашните деятелни причастия:
седя̀щия(т), търпя̀щия(т).
По отношение на променливото я има множество изключения. То се прегласява в е в някои думи, заети от руския или църковнославянския език, а понякога и в новообразувани български думи:
вя̀рно, но неимовѐрна;
мя̀ра, но тримѐрна;
тря̀бва, но употрѐба;
звя̀р, но звѐрска;
ля̀то, но столѐтна;
свя̀т, но свѐтска;
мя̀сто, но мѐстност;
дя̀л, но отдѐл.
Обратно, в някои побългарени руски думи е приет изговор с я:
ря̀зък, спя̀вка.
При някои прилагателни, образувани с наставка -ен с непостоянно е, които съдържат променливо я пред наставката, във формите за женски и среден род в ед.ч. настъпва преглас в е, все едно че непостоянното е не е отпаднало:
гнѐвен, гнѐвна, гнѐвно, гнѐвни (но гня̀в);
хлѐбен, хлѐбна, хлѐбно, хлѐбни (но хля̀б);
цвѐтен, цвѐтна, цвѐтно, цвѐтни (но цвя̀т);
и т.н.
Не всички прилагателни от този вид попадат в това изключение, някои се подчиняват на правилото:
бѐсен, бя̀сна, бя̀сно, бѐсни;
вѐрен, вя̀рна, вя̀рно, вѐрни;
желѐзен, желя̀зна, желя̀зно, желѐзни.
При членуваните форми на отвлечени съществителни на -ост, съдържащи
променливо я, които са образувани от минали деятелни и страдателни причастия, то остава непрегласено в е, въпреки че ударението се премества върху определителния член:
закостеня̀лост, закостенялостта̀;
припря̀ност, припряността̀.
Някои от тези думи притежават дублети:
зря̀лост и зрѐлост;
зрялостта̀ и зрелостта̀;
но само зрѐлостник.
Обаче настъпва преглас при съществителни, които не са образувани от минали причастия, макар да завършват на -ост:
вя̀рност, но верността̀;
ця̀лост, но целостта̀.
При някои глаголи, образувани с наставката -н-, променливото я се прегласява в е, дори да е под ударение и въпреки че следващата сричка е твърда:
сѐдна, блѐсна, мѐтна, лѐгна, рѐзна и др.
(срв. ся̀дам, бля̀сък, мя̀там, ля̀гам, ря̀зах).
Това е се запазва също във формите на минало свършено време, в миналите деятелни и страдателни причастия:
мѐтнах, мѐтнал, мѐтнат;
рѐзнах, рѐзнал, рѐзнат.
В съществителни с наставка -к- и окончание -а, образувани от корените на тези глаголи, също има е вместо я:
намѐтка, изрѐзка.
От това изключение има изключения, тоест глаголи, при които ятовото правило се спазва:
зя̀пна, зя̀пнах, зя̀пнал (но зѐя).
При миналите деятелни причастия (свършените и несвършените) е спорен случаят, когато основната гласна на глагол от I или II спрежение е я, предшествано от гласна. Има доста такива причастия:
броя̀л, безпокоя̀л, стоя̀л, боя̀л се, ва̀ял и др.
Техните окончания не са установени: езиковата практика и книжовната норма са колебливи. За някои глаголи нормата е установила гласната я, ако е ударена, да се запазва и пред мека сричка:
стоя̀ли(те), стоя̀лия(т);
боя̀ли(те) се, боя̀лия(т) се.
Но ако гласната я е неударена, тя се запазва при миналите страдателни причастия:
ва̀ян, ва̀яни(те), ва̀яния(т);
сма̀яни(те), сма̀яния(т);
и при свършените минали деятелни причастия:
ва̀ял, ва̀яли(те), ва̀ялия(т);
сма̀яли(те), сма̀ялия(т);
но не и при несвършените минали деятелни причастия, където неударената основна гласна я поначало преминава в е, дори да не е пред мека сричка:
ва̀ел, ва̀ела, ва̀ело, ва̀ели;
сма̀ел, сма̀ела, сма̀ело, сма̀ели.
При някои глаголи нормата допуска дублети:
броя̀ли и броѐли.
Самата норма е била променяна няколко пъти. Повече информация по този въпрос може да се намери в темата за миналите несвършени деятелни причастия.
При повечето думи нормата предпочита варианта с непрегласено я, дори това я да е неударено, стига пред него да има гласна, и то не само при миналите причастия, а при всички части на речта:
разсѐян(а/о/и), самонадѐян(а/о/и), боязлѝв(а/о/и).
Причината е, че променливото я поначало не може да стои след гласна.
Въпреки че етимологичното я обикновено е постоянно, в отделни случаи се прегласява. Например глаголът ям съдържа етимологично я:
 — ям.
Повечето му форми и сродни думи се пишат с я:
я̀м, ядѐш, я̀ж, я̀дене, мравоя̀д(и), пчелоя̀д(и).
Обаче някои се пишат с е:
сухоѐжбина, людоѐд(и).
Подобно е положението с формите на глагола яздя и сродните му думи:
я̀здя, я̀здиш, я̀здих, я̀здил;
езда̀, езда̀ч, колоезда̀ч.
Изговарят се с е отделни думи, проникнали в книжовния език от западните говори:
вѐк, човѐк;
лични имена: Вѐра, Цвѐта.
Въобще за личните имена се допуска свобода. Имената на географските обекти също следват местния изговор:
Брѐгово (Видинско);
Желѐзна (Монтанско);
но Червен бря̀г.
В поезията се допускат изключения от ятовото правило с цел римуване. Например Хр. Ботев римува зелѐна с премѐна, Хр. Смирненски римува ѐра с вѐра, Й. Стубел римува засмя̀ни с поля̀ни.

## Проблемни думи
Извън обсъдените по-горе класове от думи остават отделни случаи, които често предизвикват колебания.
Второто е в думите дѐвет и дѐсет произхожда от старобългарската малка носовка:
, .
Грешат се често не тези думи, а техни производни, в които второто е е ударено:
девѐтка, десѐтка.
Тези форми (с е) са приети от книжовната норма, защото в българския език малката носовка е преминала в е. В езиковата практика тези две думи често се оформят с ударено я вместо е, което е неправилно от нормативна гледна точка.
Обаче в руския език малката носовка е преминала в я (дѐвять, дѐсять), затова църковнославянският език (който е руска редакция на старобългарския език) съдържа думи с я вместо е. Под влияние на църковнославянския език се употребява думата деся̀тък в българския език (най-вече в църковни текстове, например в Библията). Книжовната норма признава за правилни дублетните форми
деся̀тък и десѐтък.